# Хросьниця (Нижньосілезьке воєводство)
Хросьниця (пол. Chrośnica) — село в Польщі, у гміні Єжув-Судецький Єленьоґурського повіту Нижньосілезького воєводства.
Населення — 181 особа (2011).
У 1975-1998 роках село належало до Єленьоґурського воєводства.

## Демографія
Демографічна структура станом на 31 березня 2011 року:
|          | Загалом | Допрацездатний вік | Працездатний вік | Постпрацездатний вік |
| -------- | ------- | ------------------ | ---------------- | -------------------- |
| Чоловіки | 98      | 23                 | 72               | 3                    |
| Жінки    | 83      | 13                 | 56               | 14                   |
| Разом    | 181     | 36                 | 128              | 17                   |